# سهام مصطفى
سهام مصطفى مذيعة عراقية ولدت في بغداد عام 1952.

## نشأتها
ولدت سهام مصطفى في بغداد عام 1952 في منطقة الحيدرخانة في شارع الرشيد وتسلسلها العائلي الخامسة اكملت دراستها الابتدائية في مدرسة المركزية الابتدائية والمتوسطة في مدرسه الرصافة والإعدادية في مدرسة الإعدادية للبنات عام 1967 دخلت كلية الآداب قسم الفلسفة وعلم النفس وتخرجت عام 1973 واكملت دراسة الماجستير عام 1980.
عرفت بتفوقها الدراسي وكانت من الأوائل في دراستها إلى المرحلة الإعدادية حيث دخلت الفرع الادبي مجبره مما جعلها لا تكمل مشوارها الدراسي كما كانت ترغب بنجاح.

## السيرة المهنية
دخلت مجال الإذاعة والتلفزيون نهاية عام 1970 وهي ما زالت طالبة جامعيه، وعن طريق الصدفة نجحت بالاختبار الذي اقامته وقته المؤسسة العامة للاذاعه والتلفزيون لإذاعة مقترحه كان اسمها إذاعة دار السلام. اجتازت دوره تدريبه مدتها أربعة أشهر تلقت فيها دروسا عمليه ونظرية على يد اساتذه اختصاص باللغة والصوت والموسيقى، حيث تتلمذت بالإلقاء على يد الشيخ جلال الحنفي والموسيقى على يد طارق حسون فريد ووديع خنده واللغة العربية والشعر الجاهلي على مجموعه من الاستاذة الدكاترة في هذا المجال.
وبدأت عملها الفعلي في شباط من عام 1971 في إذاعة صوت الجماهير، وواصلت العمل فيها إلى جانب الدراسة في كليه الآداب وانتقلت بعد ذلك للعمل كمذيعة تلفزيونيه في عام 1976 إضافة لعملها في إذاعة الجماهير التي انتقلت منها إلى إذاعة جمهورية العراق للعمل مع كبار المذيعين فيها كالمذيع الراحل محمد علي كريم وحافظ القباني وغازي البغدادي وغازي فيصل وبهجت عبد الواحد وخالد العيداني وموفق العاني وموفق السامرائي والمذيعات هي رمضان وامل المدرس وكلادس يوسف.
واصلت العمل في تلفزيون العراق حتى عام 1986 الذي انتقلت منه إلى إذاعة بغداد لتستقر فيها حتى عام 2003, كما عملت في الكثير من الاذاعات الموجهة منها الإذاعة الموجهة إلى أوروبا وإذاعة ام المعارك وصوت مصر العروبة، وعملت سهام مصطفى في مجال الإعلان التلفزيوني وكتبت في صحف العراق والمجلات منذ أن كانت طالبة في الإعدادية وكتبت الشعر العمودي.وصدرت لها مجموعتها الشعرية الأولى جئتك حاملة اشواقي عام 2018

## الجوائز والترشيحات
نالت العديد من الأوسمة والشهادات التقديرية وشاركت في دورات عديده داخل وخارج العراق، فقد حصلت على وسام التميز من نقابة الفنانيين العراقيين وشهاده تربويه من منظمة اليونسيف وشهاده تقديريه من كلية الفنون الجميلة. عام 2000 حصلت على جائزة اوسكار القاهرة عن التحقيقات الاذاعيه مع فريق العمل روحي أحمد وفريق عبد الرحمن وعلي البدري وذلك عن برنامج شارع الرشيد في ذاكرة التاريخ.
تعمل أيضا مراسله لمنظمة mict الالمانيه والتي اشتركت معها في دورة اعلاميه اقيمت بالأردن وفازت بالجائزة الأولى منها واشتركت في تنفيذ مسلسل عن اللغة العربية اذاعيا مع مجموعه من الفنانين. كرمت عدة مرات على كتابات لها في الصحف المحلية ما بين المقالة والقصيدة، وكرمت بقلادة الابداع وشهادة تقديرية من مؤوسة صدى الحياة للاعلام ودرع الابداع من مؤوسسة اور للكباعه

## الحياة الشخصية
تجيد التحدث باللغة التركية والانكليزيه، لها ولدان رضوان فؤاد معروف (1975) مخرج تلفزيوني ورشوان فؤاد معروف (1979) مخرج اذاعي. كانت سهام مصطفى قبل التحاقها بالإعلام رياضية تمارس الكرة الطائرة والمضرب ولها عدة كوؤس فيها فقد فازت بلقب بطولة الجامعة عام 1972 ـ1973 وبطولة بغداد الثنائي عام 1971.